# All Out for „V“
All Out for „V“ ist ein US-amerikanischer animierter Kurzfilm von Mannie Davis aus dem Jahr 1942.

## Handlung
Es ist Krieg, und der Wald wird bombardiert. Sofort wird der Widerstand organisiert und ein War Production Office gegründet. Von hier aus werden die Tiere des Waldes zusammengerufen, und jeder trägt seinen Teil zur Verteidigung des Waldes bei: Mäuse bringen mit Farbe Verdunkelungen an den Fenstern an und malen sogar den Mond schwarz, Hasen sammeln für das Rote Kreuz und Eier werden durch Hühner mit V (symbolisch für "Victory" bzw. "Sieg") bestempelt.
Plötzlich greifen die feindlichen Käfer, die Karikaturen von Japanern ähneln, an und befallen ein unweit gelegenes Blumenfeld. Sie werden von den Waldbewohnern vertrieben und retten sich zu einem See. Ihre Blattboote jedoch bringen die Waldbewohner zum Kentern, und die Käfer werden besiegt. Die Boote der Waldbewohner formen auf dem See ein V, das am Ende den Bildschirm füllt.

## Produktion
All Out for „V“ kam am 7. August 1942 als Teil der Terrytoons-Reihe in die Kinos. Kritiker lobten den Film als „einen der besten patriotischen und unterhaltsamen Kurzfilme, die bisher veröffentlicht wurden“.

## Auszeichnungen
All Out for „V“ wurde 1943 für einen Oscar in der Kategorie Bester animierter Kurzfilm nominiert, konnte sich jedoch nicht gegen Der Fuehrer’s Face durchsetzen.